# Higrograf
Higrograf je mjerni instrument koji neposredno mjeri relativnu vlažnost zraka i promjene bilježi na papir ili elektronički medij. Kao mjerno osjetilo mu služi vlaknasta higroskopna tvar (ljudska kosa, konjska dlaka ili slično) koja s promjenom vlažnosti zraka mijenja duljinu (pri većoj vlažnosti se produljuje, a pri manjoj skraćuje).  Higrograf je vrsta autografa koji neprestano bilježi relativnu vlagu. I tu kao mjerno osjetilo (senzor) služi snop vlasi, pa se promjena duljine vlasi prenosi polugama na pisaljku, koja na traci bilježi krivulju relativne vlage.

## Relativna vlažnost
Zrak obično sadrži manju količinu vlage od maksimalne, pa kažemo da je nezasićen. Sadrži li na primjer zrak kod 20 °C 10 g/kg vlage, to on može još primiti 5,19 g/kg. Pri sniženju temperature, ako zrak sadrži maksimalnu količinu vlage, nastupa kondenzacija, to jest nastaju oblaci, magla ili rosa. Omjer između apsolutne vlage a, koju sadrži zrak, i maksimalne vlage amax, koju bi zrak mogao primiti kod određene temperature da bi bio zasićen naziva se relativna vlažnost φ. To je broj koji je uvijek manji od 1, te se množi sa 100 i izražava u postocima, to jest:
{\displaystyle \phi ={a \over a_{max}}\cdot 100\%}
Relativna vlažnost je fizikalna veličina za iskazivanje udjela vodene pare u zraku (ili općenito u plinovima). Izražava se omjerom parcijalnoga tlaka prisutne vodene pare pH2O i parcijalnoga tlaka zasićene vodene pare pri određenoj temperaturi i tlaku zraka p*H2O: 
{\displaystyle \phi ={p_{H_{2}O} \over p_{H_{2}O}^{*}}}
Relativna vlažnost iznosi 0% kada je zrak potpuno suh, a 100% kada je zrak potpuno zasićen vodenom parom. Relativna vlažnost mjeri se najčešće psihrometrom ili posebnim osjetnicima.

### Mjerni instrumenti za mjerenje vlažnosti zraka
Apsolutna vlaga mjeri se pomoću higroskopnih tvari, to jest onih kemijskih tvari koje upijaju vlagu, na primjer kalcijev klorid i fosforov pentoksid. U tu svrhu služi apsorpcioni vlagomjer ili vlagomjer (higrometar). On se sastoji od dviju spojenih staklenih cijevi u kojima se nalazi higroskopna tvar. Cijevi su spojene s jednom umjerenom (kalibriranom) posudom u kojoj se nalazi voda. Kada se otvori slavina (ventil) posude, voda će istjecati, a u posudu će kroz cijev ulaziti zrak preko higroskopne tvari. Obujam (volumen) zraka koji je ušao u posudu jednak je količini vode koja je iscurila iz posude. Prije mjerenja mora se higroskopna tvar točno izmjeriti na vagi. Kako je na primjer kalcijev klorid higroskopna tvar to on upije vlagu iz zraka pa zbog toga postaje teži. Razlika težine poslije i prije mjerenja daje težinu upijene vlage koju ima zrak. Podijelimo li težinu vlage obujmom zraka koji je ušao u posudu, dobit ćemo količinu apsolutne vlage koju ima zrak u 1 m3 odnosno u 1 kg. 
Za mjerenje relativne vlažnosti služi vlagomjer (higrometar) i psihrometar. Vlagomjer je mjerni instrument čije se djelovanje osniva na svojstvu vlasi kose da upija vlagu i da se pri tom produžava. Vlas kose je jednim krajem pričvršćena za okvir, a drugi kraj je omotan oko osovine kazaljke. Vlas se rasteže povećanjem relativne vlažnosti, a steže njenim smanjenjem. Zbog toga se kazaljka pomiče i pokazuje na skali relativnu vlažnost u postocima. 
Psihrometar se sastoji od dva termometra smještena na istom stalku. Kod jednog termometra nalazi se posudica s vodom pomoću koje se neprestano vlaži njegov rezervoar, koji je omotan pamučnim fitiljem. Zbog isparavanja vode mokri termometar pokazuje nižu temperaturu od suhoga. Isparavanje vode bit će to jače što je manja relativna vlažnost. Razlika temperature suhog i mokrog termometra zove se psihrometrijska razlika pomoću koje se iz psihrometrijskih tablica očitava relativna vlaga.